# ICC KnockOut Trophy 1998
De ICC KnockOut Trophy werd in 1998 voor het eerst gehouden. Het crickettoernooi is ook bekend onder de naam "Wills International Cup". Gespeeld werd van 24 oktober tot en met 1 november in Bangladesh. Het was het eerste toernooi, op de wereldkampioenschappen na, waar alle testlanden deelnamen. Zuid-Afrika werd winnaar. Bangladesh mocht niet meedoen omdat het nog geen testcricketland was, maar was organisator om het cricket in dat land te promoten.

## Opzet
Alle negen testlanden deden mee. De winnaar van elke wedstrijd gaat door naar de volgende ronde. Zeven landen waren direct geplaatst voor de kwartfinale. Nieuw-Zeeland en Zimbabwe moesten strijden om het laatste ticket.

## Wedstrijden

### Eerste ronde
| 24 oktober 1998 Verslag | Zimbabwe 258/7 (50 overs) | v | Nieuw-Zeeland 260/5 (50 overs) | Nieuw-Zeeland wint met 5 wickets Bangabandhu Nationaal Stadion, Dhaka, Bangladesh |
| 24 oktober 1998 Verslag |                           |   |                                | Nieuw-Zeeland wint met 5 wickets Bangabandhu Nationaal Stadion, Dhaka, Bangladesh |
|                         |                           |   |                                |                                                                                   |

### Kwartfinale
| 25 oktober 1998 Verslag | Engeland 281/7 (50 overs) | v | Zuid-Afrika 283/4 (46.4 overs) | Zuid-Afrika wint met 6 wickets Bangabandhu Nationaal Stadion, Dhaka, Bangladesh |
| 25 oktober 1998 Verslag |                           |   |                                | Zuid-Afrika wint met 6 wickets Bangabandhu Nationaal Stadion, Dhaka, Bangladesh |
|                         |                           |   |                                |                                                                                 |

| 26 oktober 1998 Verslag | Nieuw-Zeeland 188/10 (49.5 overs) | v | Sri Lanka 191/5 (41.3 overs) | Sri Lanka wint met 5 wickets Bangabandhu Nationaal Stadion, Dhaka, Bangladesh |
| 26 oktober 1998 Verslag |                                   |   |                              | Sri Lanka wint met 5 wickets Bangabandhu Nationaal Stadion, Dhaka, Bangladesh |
|                         |                                   |   |                              |                                                                               |

| 28 oktober 1998 Verslag | India 307/8 (50 overs) | v | Australië 263/10 (48.1 overs) | India wint met 44 runs Bangabandhu Nationaal Stadion, Dhaka, Bangladesh |
| 28 oktober 1998 Verslag |                        |   |                               | India wint met 44 runs Bangabandhu Nationaal Stadion, Dhaka, Bangladesh |
|                         |                        |   |                               |                                                                         |

| 29 oktober 1998 Verslag | West-Indië 289/9 (50 overs) | v | Pakistan 259/9 (50 overs) | West Indies wint met 30 runs Bangabandhu Nationaal Stadion, Dhaka, Bangladesh |
| 29 oktober 1998 Verslag |                             |   |                           | West Indies wint met 30 runs Bangabandhu Nationaal Stadion, Dhaka, Bangladesh |
|                         |                             |   |                           |                                                                               |

### Halve finale
| 30 oktober 1998 Verslag | Zuid-Afrika 240/7 (39 overs) | v | Sri Lanka 132/10 (23.4 overs) | Zuid-Afrika wint met 92 runs by D/L method Bangabandhu Nationaal Stadion, Dhaka, Bangladesh |
| 30 oktober 1998 Verslag |                              |   |                               | Zuid-Afrika wint met 92 runs by D/L method Bangabandhu Nationaal Stadion, Dhaka, Bangladesh |
|                         |                              |   |                               |                                                                                             |

| 31 oktober 1998 Verslag | India 242/6 (50 overs) | v | West-Indië 245/4 (47 overs) | West Indies wint met 6 wickets Bangabandhu Nationaal Stadion, Dhaka, Bangladesh |
| 31 oktober 1998 Verslag |                        |   |                             | West Indies wint met 6 wickets Bangabandhu Nationaal Stadion, Dhaka, Bangladesh |
|                         |                        |   |                             |                                                                                 |

### Finale
| 1 november 1998 Verslag | West-Indië 245/10 (49.3 overs) | v | Zuid-Afrika 248/6 (47 overs) | Zuid-Afrika wint met 4 wickets Bangabandhu Nationaal Stadion, Dhaka, Bangladesh |
| 1 november 1998 Verslag |                                |   |                              | Zuid-Afrika wint met 4 wickets Bangabandhu Nationaal Stadion, Dhaka, Bangladesh |
|                         |                                |   |                              |                                                                                 |